# Die totale Mobilmachung

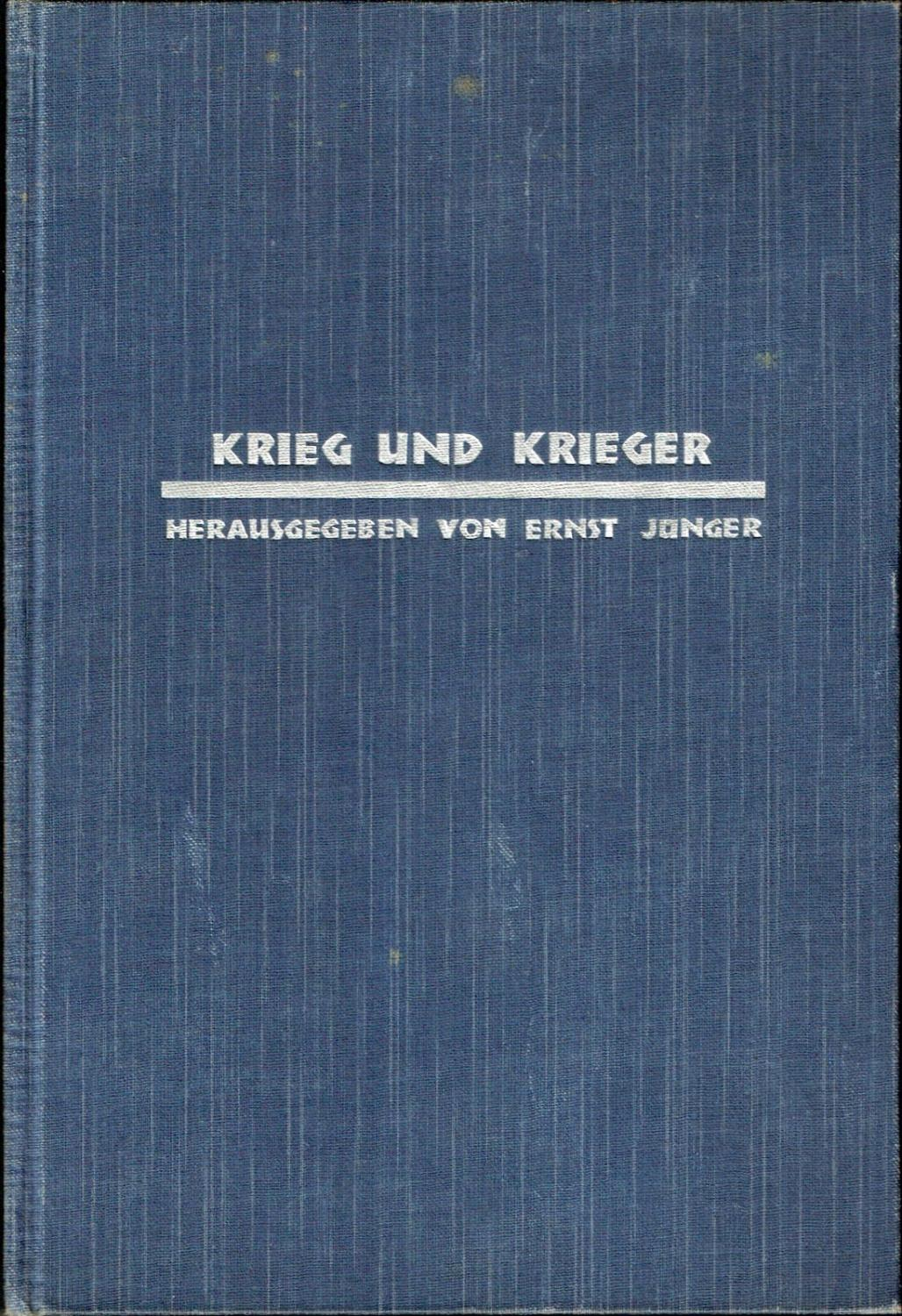
Der Sammelband Krieg und Krieger, in dem Die totale Mobilmachung 1930 erschien

Die totale Mobilmachung ist ein 1930 erschienener Essay von Ernst Jünger. Dieser wurde in dem Sammelband Krieg und Krieger veröffentlicht, den Jünger selbst herausgegeben hatte.

## Inhalt
In dem Essay beschreibt Jünger die totale Mobilmachung mit der absoluten Erfassung der potentiellen Energie, die die kriegführenden Industriestaaten in vulkanische Schmiedewerkstätten verwandelt (ges. Werke S. 126). Für dieses Einspannen aller Kräfte zur Kriegsführung seien vor allem dem Fortschritt verpflichtete Staaten wie die USA, Frankreich und die Sowjetunion geeignet (S. 127), im Gegensatz zu Monarchien, die aus Vorsicht gegenüber der Aktivierung der breiten Bevölkerung nur zu einer partiellen Mobilmachung neigten. Deshalb seien im Ersten Weltkrieg das besonders monarchistische zaristische Russland und Österreich-Ungarn zugrunde gegangen, und deshalb habe auch das weniger „fortschrittliche“ Deutschland den Krieg verloren.
Als Beispiele für die Funktionsweise einer Mobilmachung werden drei Personen ausdrücklich erwähnt, die dem deutschen Kaiserreich eigentlich kritisch gegenüberstanden, es aber dennoch im Krieg unterstützt haben: der Sozialdemokrat Ludwig Frank, der Journalist Maximilian Harden und Walter Rathenau.

## Jüngers Position
Jüngers Haltung gegenüber der totalen Mobilmachung ist zwiespältig. Einerseits widerspreche sie dem „heroischen Geist“, dem er sich verpflichtet fühlt (S. 121) und er bedauert die zunehmende Vereinheitlichung und Rationalisierung und die zunehmende Bedeutung der „Masse“, die mit der totalen Mobilmachung verbunden sind. Andererseits erfolgten sie nach strenger geschichtlicher Folgerichtigkeit (S. 140). Jünger gibt sich weit davon entfernt, das Unvermeidliche beklagen zu wollen (S. 134).

## Krieg und Krieger
Der Band Krieg und Krieger ist Teil von Jüngers umfangreicher politischer Publizistik in den 20er und frühen 30er Jahren. Mit den beteiligten Autoren war Jünger überwiegend persönlich bekannt oder befreundet. Weitere Sammelbände dieser Zeit waren Luftfahrt ist not (1928), Die Unvergessenen (1928), Der Kampf um das Reich (1929), Das Antlitz des Weltkrieges (1930) u. a. Der Band Krieg und Krieger umfasste dabei die Beiträge:
- Ernst Jünger: Die totale Mobilmachung.
- Wilhelm von Schramm: Schöpferische Kritik des Krieges.
- Friedrich Georg Jünger: Krieg und Krieger.
- Albrecht Erich Günther: Die Intelligenz und der Krieg.
- Ernst von Salomon: Der verlorene Haufe.
- Friedrich Hielscher: Die große Verwandlung.
- Werner Best: Der Krieg und das Recht.
- Gerhard Günther: Die Bändigung des Krieges durch den Staat.

## Rezeption
Walter Benjamin schrieb 1930 über den gesamten Band Krieg und Krieger: Was sich hier unter der Maske des Freiwilligen im ersten Weltkrieg, dann des Söldners im Nachkrieg, heranbildete, ist in Wahrheit der zuverlässige faschistische Klassenkrieger...
Helmuth Kiesel ordnet den Essay folgendermaßen ein: Jünger war weder der Inaugurator noch ein unreflektierter Propagator der „totalen Mobilmachung“, sondern ihr Diagnostiker.